# ベール雲

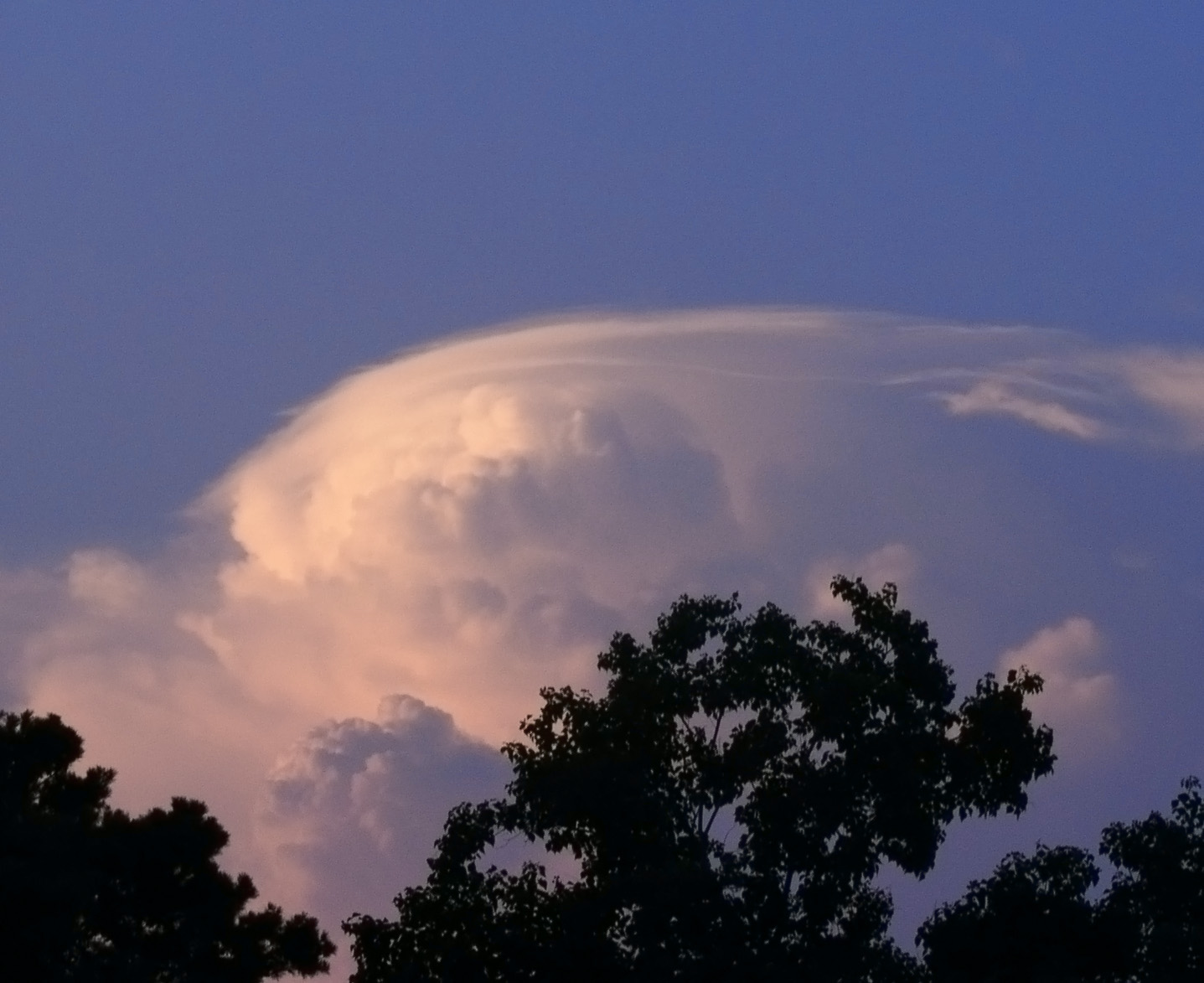
雲頂のベール雲

ベール雲（ベールぐも、ラテン語学術名:velum、略号:vel）は、雲の分類において付随して現れる雲（副変種）の1つ。積雲や積乱雲に付随してみられ、雲頂に水平に薄く広がる雲。
雲頂に近いが離れており接しないもの、接しているもの、ベール雲を雲頂が貫くものがある。雲頂に乗っかったものはベール状に見え、俗にかつぎ雲とも呼ぶ。貫いたものは俗に襟巻（えりまき）雲とも呼ばれ、上からはドーナツ状に見える。
"velum"はラテン語で「船の帆、テントのフラップ」の意味がある。なお、"veil"（ベール）は"velum"が転じたもの。
積雲の発達過程で上昇気流が薄い湿った層を押し上げることで、雲が生じる。この形状により、水平に大きく展開したものをベール雲、曲面状のものは頭巾雲と呼ぶ。
ベール雲自体は十種雲形で層積雲、高層雲、または巻雲にあたる。